# Junco ullgroc
El junco ullgroc o jonc d'ulls grocs(Junco phaeonotus) és un ocell de la família dels passerèl·lids (Passerellidae) que es distribueix en terres altes de Mèxic, Guatemala i del sud dels Estats Units.
Mesura en mitjana uns 15 cm de longitud. És una au predominantment grisa, de gola i pit més pàl·lids, i l'esquena color òxid brillant. Com altres joncs, té plomatge blanc en les parts exteriors de la cua, i negre a la zona dels lores (entre l'ull i el bec).

## Hàbitat
Boscos de coníferes, boscos de pins i roures. És un ocell que es troba fàcilment en els boscos de muntanya per tota la serralada. Cria a elevacions mitjanes i altes de les muntanyes prop de la frontera mexicana, principalment en boscos de pi i avet Douglas però també en boscos de pins i roures. A l'hivern un lleuger desplaçament a cotes més baixes pot portar uns quants individus a zones de boscos de roure i ginebre.

## Alimentació
La major part de l'aliment es compon de llavors i insectes. La dieta no es coneix amb detall; sembla que s'alimenta d'insectes més a l'estiu que a l'hivern. Pot menjar sobretot llavors, incloses les de males herbes i brolla. També se sap que menja algunes flors, cabdells i baies. L'aliment l'extreu del terra. Grata la terra o la fullaraca per trobar menjar fent un petit salt cap endavant i després furga enrere amb els dos peus alhora. També busca menjar en arbustos i de vegades en arbres. Agafa menjar al voltant de zones de pícnic i campaments a les muntanyes.

## Nidificació
El mascle canta per defensar el territori de nidificació, sovint des d'una perxa alta d'un arbre. Els mascles també poden ser molt agressius en la defensa territorial, lluitant activament amb intrusos de la seva pròpia espècie. Durant el festeig, el mascle pot fer ostentació prop de la femella amb la cua estesa àmpliament, mentre fa un cant suau. El lloc del niu sol ser a terra, de vegades en un arbust o arbre baix, però rarament a més d'un metre d'alçada. Els nius a terra sovint es col·loquen en una lleugera depressió i s'amaguen sota algun element com ara un tronc, una roca, la base d'un arbust o un grup d'herba que sobresurt. El niu (construït per la femella, de vegades amb l'ajuda del mascle) és una copa d'herba poc profunda, folrada d'herba fina i de vegades de pèl d'animal.
La posta sol ser de 3-4 ous, de vegades 5, que són de color gris pàl·lid o blanc blavós, tacat de marró vermellós. La incubació és només a càrrec de la femella i dura uns 15 dies. Els dos pares alimenten els cries. Les cries surten del niu uns 10 dies després de l'eclosió tot i que no podran volar bé durant una setmana més. Poden arribar a fer 2 o 3 postes per any.

## Taxonomia
El junco ullgroc va ser descrit formalment el 1831 pel naturalista alemany Johann Georg Wagler a partir d'un exemplar recollit a Mèxic. Va introduir un nou gènere, Junco, i va encunyar el nom binomial Junco phaeonotus. El nom del gènere prové del llatí «iuncus» que significa "junta". L'epítet específic combina el grec antic «phaios» que significa "fosc" o "marró" amb «-nōtos» que significa "recolzat".
Es reconeixen quatre subespècies:
- J. p. palliatus (Ridgway, 1885) sud-oest dels Estats Units i el nord-oest de Mèxic.
- J. p. phaeonotus (Wagler, 1831) centre i sud de Mèxic.
- J. p. fulvescens (Nelson, 1897) interior de Chiapas (al sud de Mèxic).
- J. p. alticola (Salvin, 1863) - sud-est de Chiapas (al sud de Mèxic) i oest de Guatemala.